# Província de Malaita

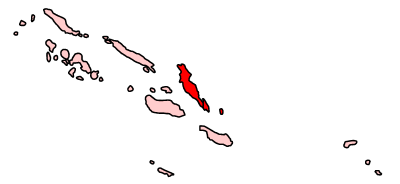
Localização da Província de Malaita nas Ilhas Salomão.

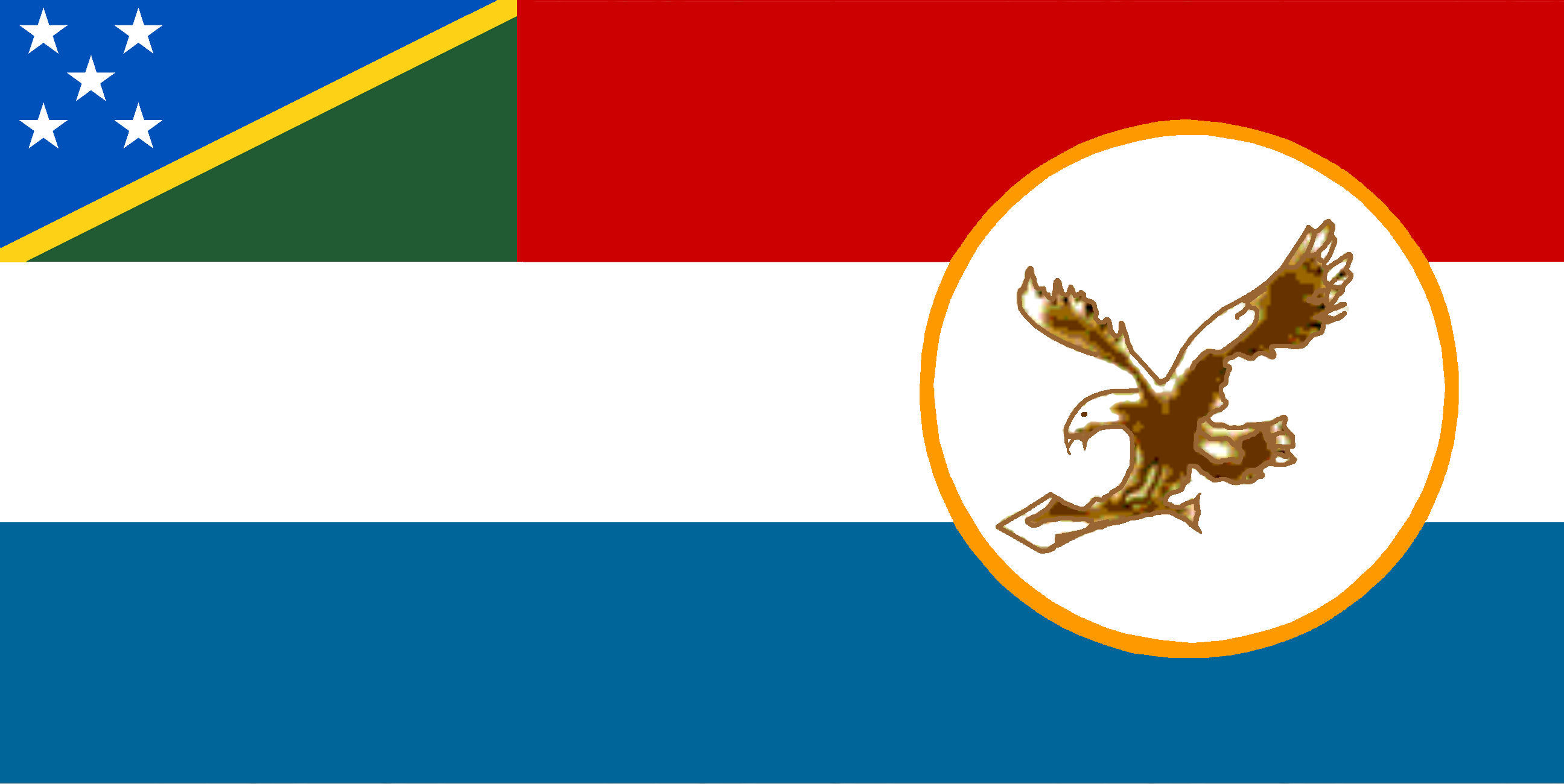
Bandeira da província de Malaita, Ilhas Salomão.

A Província de Malaita é uma das nove províncias das Ilhas Salomão, no Oceano Pacífico. Tem o nome da sua maior ilha, Malaita, também conhecida como "Grande Malaita" ou "Maramapaina").
Em 2009 tinha 137 596 habitantes, sendo cerca de 130 000 residentes na ilha principal, Malaita.
A população da ilha principal é maioritariamente composta por melanésios, enquanto que em Ontong Java e Sikaiana é na maioria composta por polinésios.
As ilhas ou grupos de ilhas que formam a província são:
- Adagege
- Alite
- Anuta Paina
- Funaafou
- Laulasi
- Maana'omba
- Malaita
- Maramasike (Malaita do Sul)
- Mbasakana
- Ndai
- Ontong Java
- Sikaiana
- Sulufou

A capital provincial é Auki, na ilha de Malaita.